# Acanthurus leucocheilus
Acanthurus leucocheilus е вид лъчеперка от семейство Acanthuridae. Видът е незастрашен от изчезване.

## Разпространение и местообитание
Разпространен е в Австралия (Ашмор и Картие), Британска индоокеанска територия, Джибути, Йемен, Източен Тимор, Индия (Андамански и Никобарски острови), Индонезия, Кения, Кирибати (Лайн), Малдиви, Малки далечни острови на САЩ, Маршалови острови, Мианмар, Мозамбик, Ниуе, Остров Рождество, Палау, Папуа Нова Гвинея, Сейшели, Сомалия, Тайланд, Танзания, Тувалу, Филипини и Шри Ланка.
Среща се на дълбочина от 3 до 26 m, при температура на водата от 27,4 до 28,9 °C и соленост 34,5 – 35,3 ‰.

## Описание
На дължина достигат до 45 cm.